# Susana Campos (artista)
Susana Campos (Ciudad de México, 1942) es una artista mexicana que tiende a hacer composiciones complejas en diferentes medios generalmente analizando o haciendo comentarios hacia la sociedad.
Tiene más de treinta cinco exhibiciones individuales en México y ha participado en varias exhibiciones colectivas en México y en otros países. Su trabajo ha sido reconocido por el Salón de la Plástica Mexicana desde 1966, y ha sido reconocida por varios artistas y escritores mexicanos. 

## Su vida
Campos nació en la Ciudad de México en 1942.  En 1962 entró a la Escuela Nacional de Artes Plásticas (UNAM) con la recomendación del crítico de arte e investigador, Alberto Hijar.
Francisco Moreno Capdevilla y Antonia Rodríguez Luna fueron sus más importantes maestros.
En 1966 se casó con su compañero, también artista, Carlos Olachea, con quien creó el grupo de Nuevos Grabadores . En 1968 la pareja recibió una invitación del parte del gobierno francés para trabajar en París. En abril de 1970 la pareja tuvo a su primer hijo, el segundo, Ignacio, nació en 1973. En 1974 la pareja se divorció.
En 1983 empezó una relación con el artista, Arturo Mecalco, con quien tuvo una hija, Indira.
Campos vive y trabaja en la Ciudad de México.

## Su carrera
Campos tiene más de treinta cinco exhibiciones propias incluyendo las del Instituto Francés de América Latina (1967), el Museo de Arte Carrillo Gil (1981), una exhibición que recorrió Aguascalientes, Guanajuato y Zacatecas (1995), la Universidad Autónoma Metropolitana (2002) y en el Salón de la Plástica Mexicana (1974, 2012). Su trabajo ha participado en más de cincuenta exhibiciones en México, partes de América Latina, Estados Unidos, Cuba, Puerto Rico y Ecuador.
En 1982, Susana creó un grupo llamado El Caracol formado de fotógrafos, pintores y artistas gráficos, incluyendo a Herlinda Sánchez Laurel y Consuelo Salazar. De 1988 a 1998 creó un estudio en el Antiguo Colegio de Cristo, trabajando con pintura, fotografía y la instalación de otros artistas, sobre todo del Salón de la Plástica Mexicana.
Su trabajo puede ser encontrado en colecciones de Banamex, el Museo de Arte de Sinaloa y en el Museo Regional de Guadalajara. También en publicaciones como en la colección de arte de Banamex, Diccionario biográfico de la Pintura Mexicana y en las revista de Casa del Tiempo (UNAM) y Cuadernos de Comunicación.
Campos ha sido parte del Salón de la Plástica Mexicana desde 1966. Otros reconocimiento incluyen el grabado de su nombren en el Salón de la Plástica Mexicana en 1968, mención honorífica en Bellas Artes en 1980 y un premio de pintura otorgado por el Salón de la Plástica Mexicana en 1990. En el 2012 el Instituto Nacional de Bellas Artes y Literatura y el Salón de la Plástica Mexicana una exhibición en honor a su carrera artística. Entre las personas que han escrito sobre su trabajo se encuentran: Raquel Tibol, Alberto Hijar, Berta Taracena, Antonio Rodríguez Luna, Teresa del Conde, Mónica Mayer y Macario Matus.

## Carrera artística
Campos creó dibujos, gravados , acrílicos en lienzo y lino, grabado, graffito, punta seca, óleo y técnica mixta.  cambiando entre lo abstracto y lo figurativo. También ha creado escultura suave con elementos de pintura y otras cosas como tela con un efecto tridimensional. Su trabajo tiende a ser muy complejo. Los temas incluyen antecedentes de su vida y crítica de la sociedad, su principal influencia artística es su maestro, Antonio Rodríguez Luna.
Desde el 2000, se ha dedicado a hacer series de imágenes. La más importante ha sido Ciudades Contemporáneas, que refleja el mundo moderno en la globalización.